# Francesco Guido Ravinale
Francesco Guido Ravinale (Biella, 17 aprile 1943) è un vescovo cattolico italiano, dal 16 agosto 2018 vescovo emerito di Asti.

## Biografia
Nasce a Biella, sede vescovile allora in provincia di Vercelli, il 17 aprile 1943.

### Formazione e ministero sacerdotale
Dopo aver frequentato gli studi presso il seminario diocesano, consegue il dottorato in teologia spirituale presso la Pontificia Università Lateranense.
Il 25 giugno 1967 è ordinato presbitero, a Biella, dal vescovo Carlo Rossi.
Dopo l'ordinazione è nominato vicario parrocchiale a Trivero, mentre nel 1972 diventa parroco di Cavaglià; è anche vicario foraneo. Il vescovo Vittorio Piola gli affida gli incarichi di direttore spirituale del seminario diocesano, nel 1981, delegato diocesano per il diaconato permanente e canonico del capitolo della cattedrale. Dal 1996 e fino alla nomina episcopale ricopre il ruolo di rettore del santuario di Oropa.

### Ministero episcopale

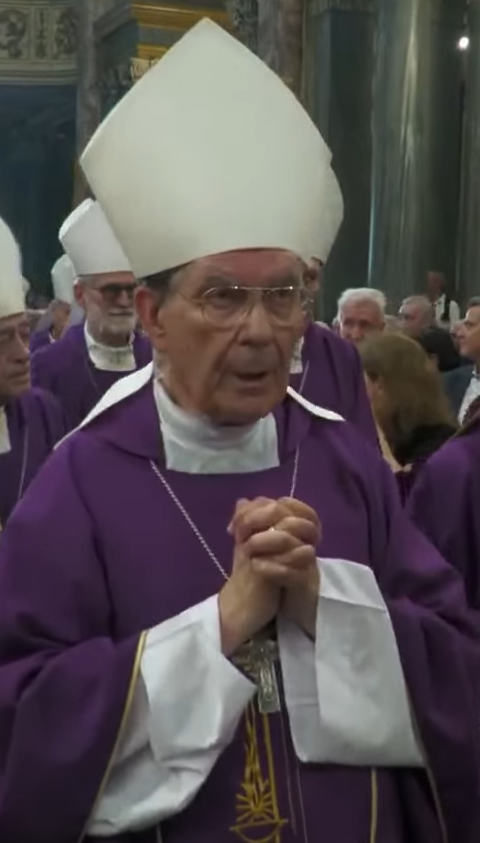
Mons. Ravinale alle esequie del vescovo Luigi Bettazzi, nel duomo di Ivrea, il 18 luglio 2023

Il 21 febbraio 2000 papa Giovanni Paolo II lo nomina vescovo di Asti; succede a Severino Poletto, precedentemente nominato arcivescovo metropolita di Torino. Il 25 marzo successivo riceve l'ordinazione episcopale, nel santuario di Oropa, dall'arcivescovo Severino Poletto, co-consacranti l'arcivescovo Enrico Masseroni e il vescovo Massimo Giustetti. Il 2 aprile prende possesso della diocesi di Asti.
Il 18 novembre 2001 promulga il libro sinodale.
Il 24 settembre 2015 è nominato amministratore apostolico di Alba, dopo le dimissioni per motivi di salute di mons. Giacomo Lanzetti. Ricopre l'incarico fino al 21 gennaio 2016, giorno dell'ingresso del nuovo vescovo Marco Brunetti.
È stato delegato per le migrazioni e per la carità della Conferenza episcopale piemontese.
Il 16 agosto 2018 papa Francesco accoglie la sua rinuncia al governo pastorale della diocesi, presentata per raggiunti limiti di età; gli succede Marco Prastaro, del clero di Torino. Rimane amministratore apostolico della diocesi fino all'ingresso del successore, avvenuto il 21 ottobre seguente.

## Genealogia episcopale
La genealogia episcopale è:
- Cardinale Scipione Rebiba
- Cardinale Giulio Antonio Santori
- Cardinale Girolamo Bernerio, O.P.
- Arcivescovo Galeazzo Sanvitale
- Cardinale Ludovico Ludovisi
- Cardinale Luigi Caetani
- Cardinale Ulderico Carpegna
- Cardinale Paluzzo Paluzzi Altieri degli Albertoni
- Papa Benedetto XIII
- Papa Benedetto XIV
- Cardinale Enrico Enriquez
- Arcivescovo Manuel Quintano Bonifaz
- Cardinale Buenaventura Córdoba Espinosa de la Cerda
- Cardinale Giuseppe Maria Doria Pamphilj
- Papa Pio VIII
- Papa Pio IX
- Cardinale Alessandro Franchi
- Cardinale Giovanni Simeoni
- Cardinale Antonio Agliardi
- Cardinale Basilio Pompilj
- Cardinale Adeodato Piazza, O.C.D.
- Cardinale Sebastiano Baggio
- Cardinale Anastasio Alberto Ballestrero, O.C.D.
- Cardinale Severino Poletto
- Vescovo Francesco Guido Ravinale